# جون طومسون
جون طومسون (بالإنجليزية: John Thomson (Ohio politician))‏ (و. 1780 – 1852 م)هو سياسي من الولايات المتحدة الأمريكية . ولد في مملكة أيرلندا . تولى منصب عضو مجلس النواب أوهايو .
وهو عضو في الحزب الديمقراطي الأمريكي .
توفي في ليزبون، أوهايو .